# HC Rebel město Nejdek
HC Rebel město Nejdek (celým názvem: Hockey Club Rebel město Nejdek) je český klub ledního hokeje, který sídlí v Nejdku v Karlovarském kraji. Dříve hrával v Karlových Varech a Ostrově nad Ohří, odkud se v roce 2012 přestěhoval do Nejdku. Svůj současný název nese od roku 2012. Od sezóny 2018/19 působí v Západočeském krajském přeboru, čtvrté české nejvyšší soutěži ledního hokeje. Klubové barvy jsou červená, šedá a bílá.
Své domácí zápasy odehrává na zimním stadionu Nejdek.

## Historické názvy
Zdroj:
- HC Mattoni Karlovy Vary (Hockey Club Mattoni Karlovy Vary)
- 2007 – HC Mattoni Ostrov (Hockey Club Mattoni Ostrov)
- 2010 – HC Realistic Ostrov (Hockey Club Realistic Ostrov)
- 2011 – HC Rebel Ostrov (Hockey Club Rebel Ostrov)
- 2012 – HC Rebel město Nejdek (Hockey Club Rebel město Nejdek)

## Přehled ligové účasti
Stručný přehled
Zdroj:
- 2003–2007: Karlovarský krajský přebor (4. ligová úroveň v České republice)
- 2007–2009: Ústecký a Karlovarský krajský přebor (4. ligová úroveň v České republice)
- 2009–2010: Ústecká a Karlovarská krajská liga (4. ligová úroveň v České republice)
- 2010–2011: Ústecká krajská liga (4. ligová úroveň v České republice)
- 2011–2012: Karlovarská krajská liga (4. ligová úroveň v České republice)
- 2012–2013: Ústecká krajská liga (4. ligová úroveň v České republice)
- 2013–2018: Plzeňská krajská liga (4. ligová úroveň v České republice)
- 2018– : Západočeský krajský přebor (4. ligová úroveň v České republice)

Jednotlivé ročníky
Zdroj:
Legenda: ZČ - základní část, červené podbarvení - sestup, zelené podbarvení - postup, fialové podbarvení - reorganizace, změna skupiny či soutěže
| Česko (2003 – ) |                                      |           |          |                                                                |                                                   |
| Sezóny          | Soutěž                               | Úroveň    | ZČ       | Play-off, nadstavba, sk. o udržení...                          | Poznámky                                          |
| 2003/04         | Karlovarský krajský přebor           | 4. úroveň | 1. místo | Vítěz; baráž o 2. ligu – 1. fáze, 2. kolo (prohra)             |                                                   |
| 2004/05         | Karlovarský krajský přebor           | 4. úroveň | 1. místo | Vítěz; baráž o 2. ligu – 1. fáze, 2. kolo (prohra)             |                                                   |
| 2005/06         | Karlovarský krajský přebor           | 4. úroveň | 1. místo | Vítěz; odmítnutí kvalifikace o 2. ligu                         |                                                   |
| 2006/07         | Karlovarský krajský přebor           | 4. úroveň | 1. místo | Vítěz; odmítnutí kvalifikace o 2. ligu                         | Reorganizace                                      |
| 2007/08         | Ústecký a Karlovarský krajský přebor | 4. úroveň | 5. místo | Nadstavba KV kraje (1. místo); odmítnutí kvalifikace o 2. ligu |                                                   |
| 2008/09         | Ústecký a Karlovarský krajský přebor | 4. úroveň | 2. místo | Nadstavba KV kraje (1. místo); odmítnutí kvalifikace o 2. ligu | Změna názvu soutěže                               |
| 2009/10         | Ústecká a Karlovarská krajská liga   | 4. úroveň | 3. místo | Vítěz KV kraje; odmítnutí kvalifikace o 2. ligu                | Reorganizace                                      |
| 2010/11         | Ústecká krajská liga                 | 4. úroveň | 2. místo |                                                                | Přechod do jiného kraje                           |
| 2011/12         | Karlovarská krajská liga             | 4. úroveň | 1. místo | Kvalifikace o 2. ligu – sk. A (3. místo)                       | Přechod do jiného kraje                           |
| 2012/13         | Ústecká krajská liga                 | 4. úroveň | 1. místo | Kvalifikace o 2. ligu – sk. B (4. místo)                       | Přechod do jiného kraje                           |
| 2013/14         | Plzeňská krajská liga                | 4. úroveň | 1. místo | Kvalifikace o 2. ligu – sk. A (3. místo)                       |                                                   |
| 2014/15         | Plzeňská krajská liga                | 4. úroveň | 1. místo | Vítěz; odmítnutí kvalifikace o 2. ligu                         |                                                   |
| 2015/16         | Plzeňská krajská liga                | 4. úroveň | 1. místo | Vítěz; odmítnutí kvalifikace o 2. ligu                         |                                                   |
| 2016/17         | Plzeňská krajská liga                | 4. úroveň | 1. místo | Semifinále                                                     |                                                   |
| 2017/18         | Plzeňská krajská liga                | 4. úroveň | 3. místo | Čtvrtfinále                                                    | Reorganizace                                      |
| 2018/19         | Západočeský krajský přebor           | 4. úroveň | 2. místo | Vítěz; odmítnutí kvalifikace o 2. ligu                         |                                                   |
| 2019/20         | Západočeský krajský přebor           | 4. úroveň |          |                                                                |                                                   |
| 2022/23         | Plzeňská a Karlovarská krajská liga  | 4. úroveň | 4. místo | Předkolo                                                       |                                                   |
| 2023/24         | Plzeňská a Karlovarská krajská liga  | 4. úroveň | 1. místo | Finále                                                         | Kvalifikace o postup do 2. ligy; odmítnutí účasti |
| 2024/25         | Plzeňská a Karlovarská krajská liga  | 4. úroveň | 2. místo | Finále                                                         |                                                   |